# Eduard Ohlinger
Eduard Ohlinger (ur. 20 maja 1967 w Haßloch, zm. 12 grudnia 2004 tamże) – niemiecki sztangista.
W 1988 wystartował na igrzyskach olimpijskich w wadze ciężkiej, jednakże nie został sklasyfikowany.
Zmarł na zawał serca 18 godzin po zawodach, na których reprezentował swój klub KSV Mannheim. Osierocił czworo dzieci. Oprócz KSV Mannheim reprezentował AC 1892 Mutterstadt, AC Soest i TSV Regen.